# Veyvah (Meemu-atol)
Veyvah is een van de bewoonde eilanden van het Meemu-atol behorende tot de Maldiven.

## Demografie
Veyvah telt (stand maart 2007) 119 vrouwen en 151 mannen.